# アナザー・ライフ
『アナザー・ライフ』(Another Life) はアメリカ合衆国のNetflixのSFドラマシリーズである。

## 概要
『アナザー・ライフ』は、地球に降りた謎の宇宙船の起源や意図を探る恒星間飛行に出た船長ニコを始めとする宇宙飛行士たちを描く。彼らは多くの予想外の危機に見舞われる。一方地球上ではニコの夫で科学者のエリックが宇宙船との交信をはかる。
シーズン1は2019年7月25日に、シーズン2は2021年10月14日に配信された。2022年2022年2月21日、打ち切りが明らかになった。

## 登場人物

### サルヴァーレの乗員
※括弧内は日本語吹替
- ニコ・ブレッキンリッジ : ケイティー・サッコフ（本田貴子）: 宇宙船サルヴァーレの新任船長
- イアン・イェルクサ : タイラー・ホークリン（大河元気）: サルヴァーレの前船長で副長 (S1)
- ウィリアム : Samuel Anderson（田村真）: サルヴァーレのAIのホログラム・インターフェイス
- キャス・イサコヴィッチ : Elizabeth Ludlow（佐古真弓）: サルヴァーレのパイロット、イアンの後任の副長
- オーガスト : Blu Hunt（鳥越まあや）: サルヴァーレのエンジニア
- バーニー : A.J.Rivera（拝真之介）: サルヴァーレの微生物学者
- ハビエル : Alexander Eling : サルヴァーレのコンピューター専門家
- オリバー : Alex Ozerov : サルヴァーレのエンジニア
- サーシャ : Jake Abel（岩城泰司）: アメリカ政府国防長官の息子で、サルヴァーレ上の政府代表　(S1)
- ゼイン : JayR Tinaco（岩中睦樹）: サルヴァーレの医師
- ミシェル : Jessica Camacho（鷄冠井美智子）: サルヴァーレの通信担当 (S1)
- ビーチャム : Greg Hovanessian（半澤敦史）: キャスに代えて副長にするために冬眠から起こされる乗員
- リチャード・ヌクベ : Tongayi Chirisa : ニコに冬眠から起こされる乗員 (S2)
- ヤーラ : シャノン・チャン・ケント : アカイアのコードを用いてウィリアムが作成したA.I. (S2)
- ディロン・コナー : Kurt Yaeger : リチャードに冬眠から起こされるエンジニア (S2)

### 地球上
- エリック : ジャスティン・チャットウィン（三上哲）: 地球に着陸した謎の宇宙船を調査する科学者でニコの夫
- ハーパー・グラス : セルマ・ブレア（小松由佳）: メディア・インフルエンサー (S1)
- ジャナ : Lina Renna（田口奏弥）: ニコとエリックの娘
- ブレア・デュボア将軍 : Barbara Williams（塙英子）: アメリカ政府宇宙軍の将軍
- セス・ゲージ : Dillon Casey : 国土安全保障省の役人 (S2)

## あらすじ

### シーズン1のあらすじ
地球に謎の異星人アカイア人が着陸してオブジェを作るが、呼びかけには答えない。アメリカ政府は、経験豊富な宇宙飛行士のニコを恒星間宇宙船サルヴァーレの船長とし、アカイア人の意図を探るためにその母星と思われる星に向けて送り出す。ニコは予想外のダークマターや乗組員の反乱に遭いながらも、目的の星に着く。だがその星ザキヤはオブジェを作った異星人アカイア人に侵略された300の星の一つであることがわかる。アカイア人は被支配種族にインプラントを埋めこみ、支配し破滅させることがわかる。ニコらの目の前で、惑星ザキヤはアカイアの宇宙船に破壊される。
地球では、ニコの夫の科学者エリックがオブジェと交信を試みるが、娘のジャナがオブジェの出す電磁波の影響で末期の白血病となる。メディア・インフルエンサーのハーパーが、インプラントを埋め込まれてアカイアのメッセンジャーとなる。

### シーズン2のあらすじ
アカイア人の攻撃のために数人のクルーが死に、あらたにリチャードやディロンが冬眠から覚醒させられる。ウィリアムはアカイア人のコードを半分用いた新たなA.I.ヤーラを製作する。アカイア人は和平を申し出るが、ニコは信じない。環境の適したコロニー惑星に植民団を着陸させる。サルヴァーレをアカイア船が追跡していた時、アカイア人の技術がニュートリノに弱いことが判明する。ニコはサルヴァーレを二つに分割し、アカイア人の危険性と弱点の情報をキャスらに託し、アカイア人の技術によりワームホールを開いて太陽系に送り込む。取り残されたニコとリチャードは、植民団を壊滅させたデキュマ人の宇宙船を乗っ取り、アカイア人が先住生物を全滅させた惑星に来てオブジェに入る。
地球では、ジャナがアカイア人の科学で回復する。アカイア人は汚染された地球の再生を提案し、引き換えに太陽系外の宇宙飛行の禁止を要求する。エリックは拒否するも、セスがアカイア人のインプラントを体内に受け入れ、代弁者としてアカイア人の提案受け入れに動き、地球に戻ったサルヴァーレのクルーから、アカイア人の弱点の情報の記憶を消す。次にウィリアムの暗号化された記憶を消すため、木星軌道上のサルヴァーレに向かう。エリックとキャスも追いかける。
木星軌道に留まっていたサルヴァーレ内でウィリアムがセスを欺いて遠い惑星上のオブジェへの橋を開かせ、ニコとリチャードを地球に転送する。ウィリアムとエリックはニュートリノを用いた兵器で最初のアカイア船を破壊する。残骸からアカイア人の正体が人工の微小生命体である事を突き止め、ニコを媒介としてウイルスを感染させ、全宇宙のアカイア人と船を破壊する。

## エピソード

### シーズン1のエピソード
| 通算 話数 | シーズン 話数 | タイトル                                         | 監督           | 脚本                              | 公開日        |
| --- | ------------- | ------------------------------------------------ | -------------- | --------------------------------- | ------------- |
| 1 | 1             | "宇宙の彼方へ" "Across the Universe"             | Omar Madha     | Aaron Martin                      | 2019年7月25日 |
| 地球には異星人の謎の宇宙船が着陸してオブジェを作るが、科学者のエリックをはじめとする人類の呼びかけには応えない。エリックの妻のニコは、夫と娘を地球に残して、宇宙船サルヴァーレの船長となり、異星人の起源と意図を調べる航行に出る。ニコら乗組員は船のA.I.のウィリアムに冬眠から起こされ、予想外のダークマターが航行の障害となっていると知らされる。ニコは安全な迂回経路を選ぶが、前船長のイアン、ミシェル、オリバーは反乱を起こし、船を乗っ取って危険な近道をとり船の重大な損傷を招く。ニコは指揮権を取り戻して船を危機から救い、イアンを挑発して殺す。                                                                                              |               |                                                  |                |                                   |               |
| 2 | 2             | "未知なる影の谷" "Through the Valley of Shadows" | Omar Madha     | Naledi Jackson                    | 2019年7月25日 |
| 地球上では、異星人のオブジェがエリックの流した音楽を流し返す。損傷を起こしたサルヴァーレでは酸素が不足する。ニコはキャスを冬眠から起こし、シャトルで近傍の惑星に着陸して酸素を含む鉱石を採掘する。衛星が潮汐力で地震で溶岩流を誘発し、乗員は危険に陥るがニコが自らシャトルを操縦して救う。サルヴァーレ上で、乗員のペトラが突然痙攣状態に陥る。 |               |                                                  |                |                                   |               |
| 3 | 3             | "宇宙ウイルス" "Nervous Breakdown"               | Metin Hüseyin  | Alex Levine                       | 2019年7月25日 |
| 地球では、かつてニコを攻撃したハーパー・グラスがエリックにつきまとい異星人の宇宙船のことを探る。センサーが故障したサルヴァーレは危険な障害物の多い空間に入り込む。目視操縦をしたニコは視力を失う。イアンの仲間だったミシェルがニコを襲う。起こされたジュリアンは、惑星からバーニーが持ち帰った未知のウイルスが種々の神経症の原因であることを発見する。ペトラは神経系が体外に放出されて死ぬ。ニコは起きている乗組員全員を殺す除染を命令する。バーニーの発見により、ガンマ線でウイルスは死滅するが乗組員は不妊となる。乗組員は全員冬眠に戻る。 |               |                                                  |                |                                   |               |
| 4 | 4             | "罪の意識" "Guilt Trip"                          | Metin Hüseyin  | Amanda Fahey                      | 2019年7月25日 |
| 冬眠装置が故障し、ニコを除く乗組員は目覚める。ニコは、怪物の船内への侵入、過去の土星でのピルグリム号で乗員の半分を失った事故など、さまざまな悪夢を見る。冬眠装置のバッテリーの限界が近づき、ウィリアムは脳死を防ぐためにニコの夢に入って起こそうとする。ニコは目覚め、近くの衛星に宇宙人のオブジェがあることを聞かされる。 |               |                                                  |                |                                   |               |
| 5 | 5             | "暴走する精神" "A Mind of its Own"               | Mairzee Almas  | Romeo Candido                     | 2019年7月25日 |
| 地球では、エリックがハーパーに情報をリークしていたことを上司のデュボア将軍が知る。エリックとハーパーは、オブジェの返す音楽の歪みに含まれたデータを抽出したマーカスに会う。冬眠装置が故障したため食料が不足し、一部の乗員は衛星に着陸して食料を採取する。サーシャはオブジェと交信を試み、一時オブジェに取り込まれる。バーニーは擦り傷から感染症になる。キャスはニコに、イアンと恋仲であったことを打ち明ける。乗員は巨大な蜘蛛のごとき生物から逃げてサルヴァーレに戻るが、幼虫が入り込む。サルヴァーレには異常が生じる。 |               |                                                  |                |                                   |               |
| 6 | 6             | "忍び寄る脅威" "I Think We're Alone Now"         | Mairzee Almas  | Lauren Gosnell & Alejandro Alcoba | 2019年7月25日 |
| サーシャは自身の幻を見始め、脳に埋め込まれたインプラントを示すCTスキャンな結果を隠す。幼虫が回路をショートさせて起こした火災で船のシステムとウィリアムに異常が生じ、乗組員たちは必死に危機を回避する。宇宙空間を漂流する羽目となったニコは、ギャングだったキャスに拉致された過去を回想する。キャスはニコを救出する。ミシェルは自分を犠牲にして船を救う。ショックを受けたキャスの代わりの副長として、ニコはビーチャムを冬眠から起こす。 |               |                                                  |                |                                   |               |
| 7 | 7             | "夢の中へ" "Living the Dream"                    | Allan Arkush   | Lucie Pagé                        | 2019年7月25日 |
| 地球では、マーカスのアイデアによる光交信の結果オブジェの扉が開き、中に入ったエリックはサーシャやニコの姿を見る。サーシャの父の国防長官が兵士やハーパーとともにオブジェの中に入ろうとする。サルヴァーレでは、副長の座を奪われたキャスが動揺する。サーシャは秘密を嗅ぎまわり、異星人の母星を破壊する極秘のブリムストーン作戦のことを知る。目からプローブを出してハビエルに刺し、ウィリアムと船の壊し方を読み取る。地球では、サーシャの父がオブジェの中にその光景を見ると、オブジェが衝撃波を出してハーパーを吸い込む。 |               |                                                  |                |                                   |               |
| 8 | 8             | "失われた光" "How the Light Gets Lost"           | Sheree Folkson | Sean Reycraft                     | 2019年7月25日 |
| 地球上ではジャナが衝撃波で倒れ白血病となり、サーシャの父は死ぬ。ハーパーがオブジェから戻る。サルヴァーレはダークマターの中に入る。サーシャの料理に含まれた薬物のせいで乗組員たちはハイになり、様々な幻を見る。オーガスト、オリバー、ハビエルは3人で愛し合う。ウィリアムはエリックの姿になってニコを慰める。サーシャは再びハビエルから知識を搾り取り、愛するニコに拒絶されて傷ついたウィリアムをオフラインにする。乗組員たちはサーシャの異常に気づくが、サーシャはビーチャムを襲う。 |               |                                                  |                |                                   |               |
| 9 | 9             | "心と魂" "Heart and Soul"                        | Sheree Folkson | Jackie May                        | 2019年7月25日 |
| 地球上では、脳に異星人のインプラントを埋め込まれたハーパーがエリックと話す。異星人はアカイア人と自らを呼び、ジャナを治療できると言う。サーシャは加速器を過熱させるがバーニーが食い止める。ニコは意識のないハビエルの代わりにもう一人のコンピューター・エンジニアを起こすがサーシャに殺される。サーシャは船をブラックホールに向ける。ニコは自分以外の乗組員をシャトルに乗せ、自分は意識をサルヴァーレのシステム内に送り込んでウィリアムを復活させる。ウィリアムがサーシャを倒し、ニコは船を奪還して乗組員を回収し、アカイアの母星に着く。 |               |                                                  |                |                                   |               |
| 10 | 10            | "メッセージ" "Hello"                             | Allan Arkush   | Aaron Martin                      | 2019年7月25日 |
| 地球では、インプラントを取り出されそうになったハーパーが警備の人間を皆殺しにする。エリックは危篤の娘を連れてオブジェに入る。ハーパーは全世界に向け、アカイアが友であると告げる。ニコ、キャス、オリバーはアカイア人の母星にシャトルで着陸するが、残されたA.I.から惑星がアカイア人に征服された300の星の一つザキヤであることを知る。サルヴァーレ上では、サーシャが自分を殺すよう仕向け、その脳から取り出したインプラントをウィリアムが無害化したうえで、脳死したハビエルに取りつかせて意識を取り戻させる。オーガストは妊娠する。ウィリアムは愛するニコとの関係修復を望む。ニコらはサルヴァーレに戻り、アカイアの宇宙船が惑星ザキヤを破壊するのを見る。 |               |                                                  |                |                                   |               |

### シーズン2のエピソード
| 通算 話数 | シーズン 話数 | タイトル                                                     | 監督          | 脚本                           | 公開日         |
| --- | ------------- | ------------------------------------------------------------ | ------------- | ------------------------------ | -------------- |
| 11 | 1             | "生きてまた戦うために" "Live to Fight Another Day"           | Kevin Dowling | Aaron Martin                   | 2021年10月14日 |
| サルヴァーレはバブルに包まれ惑星ザキヤの爆発の衝撃波に流される。ビーチャムは死亡する。ウィリアムは無断でアカイアのコードを用い新しいA.I.のヤーラを作成している。ニコはリチャードを冬眠から起こす。衝撃波から抜けたサルヴァーレをアカイア船が攻撃し、船を外から修理中のオリバーとオーガストが死ぬ。ヤーラはアカイア人がニコと休戦を交渉することを望んでいると言う。ニコはシャトルでアカイア船に向かう。地球上では、エリックがアカイア人にジャナの治療を求める。 |               |                                                              |               |                                |                |
| 12 | 2             | "錯覚" "Smoke and Mirrors"                                   | Kevin Dowling | Lauren Gosnell                 | 2021年10月14日 |
| アカイア船の中でニコはシミュレーションにとらえられ、娘の幻に会い指輪を渡す。母エイヴァの幻はアカイア人が平和的な意図を持っていると語るがニコは信じない。キャスは連絡の絶えたニコを救うためにヤーラを送り込み、ヤーラはデータを盗んだ後に送り返される。キャスはアカイア船に乗り込んでニコを救出しようとし、ヤーラがアカイア船をハッキングして引き留める。別のアカイア船の接近を知ったリチャードが、ニコとキャスを置き去りにしてサルヴァーレを発進させる。地球では、ジャナが母から渡された指輪を父に見せる。 |               |                                                              |               |                                |                |
| 13 | 3             | "最大の敵は自分" "My Own Worst Enemy"                        | Kellie Cyrus  | Alexander Levine               | 2021年10月14日 |
| サルヴァーレを追跡するアカイア船の中でキャスは死んだ兄に会い、アカイア人の平和的意図を説得される。ニコはインプラントを埋め込まれる直前のキャスを救う。サルヴァーレではリチャードがディロン・コナーを冬眠から起こす。パルサーの一種マグネターに接近した両船は超光速航行から離脱し、アカイア船は停止する。リチャードはハビエルからインプラントを摘出して実験させ、マグネターの爆風に含まれるニュートリノがアカイア人の弱点だと知る。アカイア人はエイヴァの姿でニコに保護を求める。ニコとキャスはサルヴァーレに戻りアカイア船を牽引し爆風から救おうとするも、異常が生じて失敗する。地球では、エリックはジャナの世話のためにエイヴァを呼ぶ。アカイア人を敵視するグループに拉致される。 |               |                                                              |               |                                |                |
| 14 | 4             | "権力への意思" "The Great Wheel"                             | Kellie Cyrus  | Lucie Page                     | 2021年10月14日 |
| ニコはアカイア船の牽引を止めたのはヤーラの仕業と疑い、リチャードとディロンが拷問する。調査の結果、改良版のA.I.のゲイブリエルが姿を現し、クルーの死に責任を感じるウィリアムは自らオフラインになる。 キャスは植民の候補となる惑星を見つけ、 開拓者の指導者ポーラを起こして共に着陸し調査する。実は問題を抱えた古い版であるゲイブリエルは、反乱を起こして船をアカイアに向ける。ヤーラがゲイブリエルを倒し、ニコはウィリアムをリセットする。 |               |                                                              |               |                                |                |
| 15 | 5             | "より良い地球" "A Better Earth"                              | Shannon Kohli | Alejandro Alcoba               | 2021年10月14日 |
| ウィリアムは初期状態に戻る。インプラントを奪われたハビエルは意識が戻らず、冷凍状態に置かれる。キャスらの探検した惑星は有望に見えるが、知的生物が存在する。規約に背き、植民者たちは植民を強行する。アカイア人のワームホール技術を用いてニコはサルヴァーレの一部をクルーと貴重な情報と共に地球に戻すが、自分は残らざるを得ない。ヤーラはリチャードも置き去りにするする。地球では、アカイア人が人類に太陽系から出ない代わりに、地球の汚染や災害から救うと申し出て、エリックに球体の贈り物を渡す。 |               |                                                              |               |                                |                |
| 16 | 6             | "贈り物" "Gift From the Gods"                                | Shannon Kohli | Romeo Candido                  | 2021年10月14日 |
| サルヴァーレの一部は、ニコとリチャードを置き去りにしてワームホールを通り太陽系の木星軌道に帰還する。アカイア人がヤーラのコードを侵食したことが分かり、ヤーラは安全のためにシャトルで一人旅立つ。キャス、ディロン、ゼイン、バーニーはアカイア人の影響を警戒しながら地球に戻るも監禁される。 アカイア人からの贈り物である球体は汚染された工場跡地を瞬時に森に変える。セスはオブジェに入ってアカイア人のインプラントを受け取り、政府内ではアカイア人を歓迎する意見が支配的となる。これを危険視するエリックはかつて自分を拉致した反アカイアのグループに連絡する。セスが彼らの本拠を襲って全滅させる。                                                                                  |               |                                                              |               |                                |                |
| 17 | 7             | "君を諦めない" "Never Gonna Give You Up"                     | Avi Youabian  | Aaron Martin                   | 2021年10月14日 |
| 外宇宙のサルヴァーレでは、ニコが船を宇宙ヨットに改造してコロニー惑星に向かうが、酸素が不足する。木星軌道上のサルヴァーレでは、政府がアカイア人の要求どおり超光速ドライブを無効にする。ウィリアムは初期化前の自分に戻る。地球上では、セスがインプラントを使いクルーの記憶からアカイア人の弱点の情報を消す。4人のクルーは逃げる。 |               |                                                              |               |                                |                |
| 18 | 8             | "おりの中のネズミ" "Just a Rat in a Cage"                    | Avi Youabian  | JP Larocque and Maggie Gilmour | 2021年10月14日 |
| 外宇宙では、ニコとリチャードがデキュマ人に捕らえられ、苦痛を与えるバンドを付けさせられて実験動物のように迷路を進まされる。ニコは外に出て、寒さに弱い出来ないデキュマ人の代わりに氷に覆われた宇宙船からエネルギー源を回収する。バンドによってデキュマ人に変身しつつある開拓者の指導者ポーラに再会し、望み通り命を断つ。デキュマ人の船に戻りって策略で倒し、リチャードを救う。船をアカイア人のもとに向け、交渉して地球に戻ろうとする。木星軌道のサルヴァーレでは、セスが暗号化されたアカイア人の弱点の情報をウィリアムの中に探す。地球では、エリックとキャスが、ウィリアムをセスから救うために別人に化けてシャトルに乗り、サルヴァーレに向かう。                                     |               |                                                              |               |                                |                |
| 19 | 9             | "残るものと残されるもの" "What's Brought/What's Left Behind" | Metin Hüseyin | Sean Reycraft                  | 2021年10月14日 |
| ニコとリチャードはアカイア人がオブジェを建設した惑星の一つに着く。二人は全滅させられた土着生物を見たのち、オブジェに入りセスに会う。エリックとキャスは木星軌道のサルヴァーレに着く。ウィリアムの製作者アースラはセスに協力してアカイア人の弱点の記憶を探し削除しようとする。ウィリアムはセスを欺いて、ニコとリチャードのいるオブジえとの間に橋をかけさせ、二人を地球に戻す。キャスがセスを倒す。ウィリアム、エリック、アースラはニュートリノを用いた兵器を準備する。地球では、逃げていた3人のクルーがアカイア人の危険を訴える動画を公開した後に捕まる。ニコとリチャードは３人に合流し、政府に危機を訴える。アカイア人の船がワームホールを通って地球に迫る。                        |               |                                                              |               |                                |                |
| 20 | 10            | "決戦の日" "D Day"                                           | Metin Hüseyin | Aaron Martin                   | 2021年10月14日 |
| サルヴァーレのニュートリノ武器は最初のアカイア船を破壊するが、後に多数の船が続く。アカイア人はセスを通じて降伏条件を宣告した後にセスを殺す。大統領は受諾に傾か。ニコらクルーは抗戦するために木星軌道のサルヴァーレに行く。アカイア船の残骸から回収した人工の微小生命体がアカイア人の正体であることを突き止め、ニコの体内に入れた後、対抗するウイルスを作って感染させる。キャスはニコを地球のオブジェの中に連れて行き、アカイア人を解放する。感染はネットワークを通じて全宇宙のアカイア人と船に破壊し、侵略は防がれる。多くの異星種族から感謝の信号が寄せられる。 |               |                                                              |               |                                |                |